# Список серий «Наруто: Ураганные хроники» (сезоны 5—8)
Здесь представлен список серий аниме-телесериала «Наруто: Ураганные хроники», их краткое содержание, даты выхода на родине, а также главы манги, по которым они сняты.

## Список серий

### Сезон 5: Трёххвостая Черепаха-монстр (2008—2009)
| # | №   | Заглавие                                                                    | Экранизированные главы манги | Трансляция в Японии  |
| --- | --- | --------------------------------------------------------------------------- | ---------------------------- | -------------------- |
| 309 | 89  | Цена силы «Тикара-но Дайсё:» (力の代償)                                     | 342, 346 + филлер            | 18 декабря 2008 года |
| Какаси добивает Какудзу. Наруто снова попадает в больницу. Из-за травм, нанесённых Расэнсюрикэном, Цунадэ запрещает ему использовать эту технику. Кабуто сообщает Оротимару об уничтожении двух членов Акацуки. |     |                                                                             |                              |                      |
| 310 | 90  | Решение синоби «Синоби-но Кэцуи» (忍びの決意)                               | 343, 346, 347 + филлер       | 25 декабря 2008 года |
| Член АНБУ перед смертью успевает отправить Хокагэ сообщение о приблизительном месторасположении логова Оротимару. Для продолжения опытов с людьми Кабуто, по приказу Оротимару, привлекает таинственную Гурэн, когда-то служившую кандидатом в сосуды для души Оротимару. В деревню возвращается Дзирайя и предлагает Наруто снова его тренировать. Какаси, Хината, Киба с Акамару и Сино отправляются на разведывательную миссию по поиску убежища Оротимару.                            |     |                                                                             |                              |                      |
| 311 | 91  | Найдено логово Оротимару «Хаккэн Оротимару-но Адзито» (発見 大蛇丸のアジト) | Нет (филлер)                 | 8 января 2009 года   |
| Команда под руководством Какаси обнаруживает бывшее логово Оротимару и находит в нём тела подопытных, боровшихся друг с другом. Часть сильнейших подопытных, выбранных Гурэн, поднимают против неё бунт, однако она их уничтожает. Наруто тренируется новой технике с призванной Дзирайей жабой Гамакити. |     |                                                                             |                              |                      |
| 312 | 92  | Схватка «Дэай» (遭遇)                                                       | Нет (филлер)                 | 15 января 2009 года  |
| Кабуто отвозит странного мальчика Юкимару в центр озера и пытается изучить его неведомые способности. Оротимару проверяет силы Саскэ. Наруто призывает жаб Гамакити и Гаматацу для тренировок с ними. Какаси отправляет Паккуна к Цунадэ с просьбой узнать о технике Гурэн — уничтожение врагов с помощью превращения их в кристаллы. |     |                                                                             |                              |                      |
| 313 | 93  | Соединяя сердца «Каёйау Кокоро» (通い合う心)                                | Нет (филлер)                 | 22 января 2009 года  |
| Дзирайя из-за срочного вызова вынужден покинуть Наруто, который после этого возвращается в Коноху для продолжения тренировок с жабами Гамакити и Гаматацу, не умеющими при всём при этом использовать стихию Воды. |     |                                                                             |                              |                      |
| 314 | 94  | Дождливая ночь «Амэ Хитоё» (雨一夜)                                         | Нет (филлер)                 | 29 января 2009 года  |
| Гурэн и Юкимару отправляются на задание Оротимару, но мальчик быстро устаёт и теряет сознание, после чего они вынуждены прятаться в домике в лесу. Команда под руководством Какаси укрывается от дождя в пещере. |     |                                                                             |                              |                      |
| 315 | 95  | Два амулета «Футацу-но Омамори» (ふたつのお守り)                            | Нет (филлер)                 | 5 февраля 2009 года  |
| Наруто продолжает усиленные тренировки с жабами. Гурэн и Юкимару добираются до временного пристанища оставшихся подопытных, согласных служить Оротимару. |     |                                                                             |                              |                      |
| 316 | 96  | Невидимый враг «Миэдзару Тэки» (見えざる敵)                                 | Нет (филлер)                 | 12 февраля 2009 года |
| Команда Ямато отправляется на подмогу. На команду под руководством Какаси нападают ранее выжившие подопытные — подчинённые Гурэн. Один из них использует дым, однако Киба и Акамару разрушают окружающие деревья и дым рассеивается. Враги неожиданно отступают. |     |                                                                             |                              |                      |
| 317 | 97  | Лабиринт искажённых отражений «Ранханся-но Мэйкю:» (乱反射の迷宮)           | Нет (филлер)                 | 19 февраля 2009 года |
| На долину спускается туман, Сай отправляется на разведку, а Наруто встречает Юкимару, которого ранее видел на горячих источниках, но ещё не знает, что тот имеет отношение к Оротимару. Гурэн нападает на Команду Какаси, используя кристальных клонов, один из которых заключает Хинату в кристалл. Тем временем Команда Ямато натыкается на кристальный барьер, внутри которого находятся другие синоби Листвы, но Наруто, используя технику Жабьего Водяного Пистолета, разрушает его. |     |                                                                             |                              |                      |
| 318 | 98  | Появление цели «Араварэта Хё:тэки» (現れた標的)                             | Нет (филлер)                 | 26 февраля 2009 года |
| Объединённые синоби забирают кристалл с Хинатой внутри и прячутся в лесу. Кристалл трескается и девушка освобождается. Возвращается Паккун с сообщением, что Стихия Кристалла может превращать в кристалл каждую клетку тела, а Хинату спасло лишь то, что она использовала чакру как защиту. Кабуто при участии Гурэн снова проводит опыт по пробуждению силы Юкимару в центре озера, в результате чего появляется Трёххвостый бидзю.                                                    |     |                                                                             |                              |                      |
| 319 | 99  | Яростный хвостатый зверь «Арэкуруу Бидзю:» (荒れ狂う尾獣)                   | Нет (филлер)                 | 5 марта 2009 года    |
| Трёххвостный бидзю начинает выходить из-под контроля, но Гурэн вовремя заключает его в кристалл. Синоби Конохи сталкиваются с подчинёнными Гурэн. Наруто на Гаматацу плывёт к центру озера и видит там, как Трёххвостый разрушает кристальный панцирь. Гурэн и Юкимару выбираются на берег. Меж тем члены Акацуки Дэйдара и Тоби отправляются на охоту за Трёххвостым. |     |                                                                             |                              |                      |
| 320 | 100 | В тумане «Кири-но Нака дэ» (霧の中で)                                       | Нет (филлер)                 | 12 марта 2009 года   |
| Наруто также выбирается на берег и находит свою Команду. Из Конохи в подмогу отправляется ещё одна — Команда Сидзунэ (Рок Ли, Ино и Тэн-Тэн). Наруто в одиночку пытается разыскать Юкимару. |     |                                                                             |                              |                      |
| 321 | 101 | Всеобщие чувства «Сорэдзорэ-но Омой» (それぞれの想い)                       | Нет (филлер)                 | 26 марта 2009 года   |
| Какаси вызывает пса Бискэ для поисков Наруто. Гурэн нападает на Удзумаки, появляется Юкимару. Их находит Какаси; Гурэн и Юкимару исчезают. Кабуто говорит Гурэн, что Юкимару всего лишь инструмент для контроля Трёххвостого и других причин жить у него нет. Прибывает команда Сидзунэ. |     |                                                                             |                              |                      |
| 322 | 102 | Реорганизация! «Сайхэнсэй!» (再編成！)                                      | Нет (филлер)                 | 26 марта 2009 года   |
| Один из подчинённых Гурэн, Риндзи, оказывается шпионом Кабуто за ней самой. Синоби Конохи обсуждают план дальнейших действий. Туман над озером рассеивается. |     |                                                                             |                              |                      |
| 323 | 103 | Четырёхугольный запечатывающий барьер «Кэккай Сихо: Фу:дзин» (結界四方封陣) | Нет (филлер)                 | 9 апреля 2009 года   |
| Сидзунэ, Сакура, Ино и Хината создают Четырёхугольный Запечатывающий Барьер для поиска скрывающегося под водой бидзю. На Какаси, Наруто, Сая и Сино нападает Гурэн, а её подчинённые — на остальных синоби Листвы, которые, впрочем, успешно отбивают атаку. |     |                                                                             |                              |                      |
| 324 | 104 | Разрушая элемент кристалла «Сё:тон Кудзуси» (晶遁崩し)                      | Нет (филлер)                 | 9 апреля 2009 года   |
| На место сражения случайно забредает Тоби, член Акацуки, и начинает наблюдать за происходящим. Гурэн ограждает себя кристальной защитой. Годзу, один из её подчинённых, спасает Гурэн. Команда под руководством Сидзунэ обнаруживает месторасположение бидзю и начинает его запечатывать. Выясняется, что Гурэн убила мать Юкимару. |     |                                                                             |                              |                      |
| 325 | 105 | Битва за барьер «Кэккай Ко:бо:сэн» (結界攻防戦)                             | Нет (филлер)                 | 16 апреля 2009 года  |
| Гурэн и Риндзи нападают на Рок Ли и Тэн-Тэн, охраняющих Запечатывающую Команду. На помощь приходят Сино и Наруто. Трёххвостый выходит из-под контроля и разрушает барьер. Бидзю пытается напасть на Гурэн, но Юкимару, используя свою силу, пробует остановить монстра. |     |                                                                             |                              |                      |
| 326 | 106 | Красная камелия «Акай Цубаки» (赤い椿)                                      | Нет (филлер)                 | 23 апреля 2009 года  |
| Риндзи ранит Гурэн. Бидзю атакует стоящих на утёсе Риндзи, Гурэн и Юкимару. Тоби отправляется на поиски напарника, Дэйдары. Гурэн атакует Трёххвостого, к ней присоединяется появившийся Наруто. Какаси находит Юкимару. |     |                                                                             |                              |                      |
| 327 | 107 | Странные союзники «Гоэцудо:си» (呉越同舟)                                   | Нет (филлер)                 | 30 апреля 2009 года  |
| Синоби Конохи, в отсутствие Наруто, вырабатывают новый план. Гурэн и Наруто обнаруживают, что они в желудке Трёххвостого. Удзумаки вызывает множество клонов, чтобы найти выход из бидзю. |     |                                                                             |                              |                      |
| 328 | 108 | Ориентир камелии «Цубаки-но Митисирубэ» (椿の道標)                          | Нет (филлер)                 | 7 мая 2009 года      |
| Наруто и Гурэн сражаются с монстрами в желудке Трёххвостого и борются с иллюзиями, создаваемыми туманом бидзю. Юкимару, используя свои силы, создаёт проход во внешний мир для Наруто и Гурэн. |     |                                                                             |                              |                      |
| 329 | 109 | Контратака Проклятой печати «Дзюин-но Гякусю:» (呪印の逆襲)                 | Нет (филлер)                 | 14 мая 2009 года     |
| Сай эвакуирует Юкимару из центра озера в лес, но на них сразу нападают. Риндзи захватывает Юкимару. Запечатывающую Команду, снова начавшую работу, также атакуют. Какаси и другие ниндзя защищают их. Киба, Рок Ли и Тэн-Тэн находят раненого Сая. Риндзи заставляет Юкимару снова высвободить свою силу. |     |                                                                             |                              |                      |
| 330 | 110 | Чувство вины «Цуми-но Киоку» (罪の記憶)                                     | Нет (филлер)                 | 21 мая 2009 года     |
| Цунадэ присылает на помощь Запечатывающей Команде улитку Кацую. Появляются Гурэн и Наруто. Юкимару узнаёт, что Гурэн — убийца его матери, но прощает её. Наруто царапает лицо Риндзи, который после этого срывает кожную маску, и оказывается, что на этот раз под ней скрывается Кабуто, а сам Риндзи убит. |     |                                                                             |                              |                      |
| 331 | 111 | Нарушенное обещание «Кудакарэта Якусоку» (砕かれた約束)                     | Нет (филлер)                 | 28 мая 2009 года     |
| Кабуто вызывает оживлённого Риндзи для боя с Наруто и Гурэн. Гурэн, для защиты Юкимару, заключает себя и Риндзи в кристалл. От ужаса потери в Юкимару снова пробуждает его сила, и Трёххвостый прорывает технику Запечатывания, после чего уничтожает противников, напавших на Запечатывающих. Наруто призывает Гамакити и Гаматацу, с помощью которых использует против бидзю новую технику — Огненный Заряд Жабьего Масла. Трёххвостый скрывается под водой.                            |     |                                                                             |                              |                      |
| 332 | 112 | Место, куда можно вернуться «Каэрубэки Басё» (帰るべき場所)                 | филлер + 317, 318            | 4 июня 2009 года     |
| Цунадэ через Кацую сообщает Командам о завершении миссии на данный момент. Гурэн оказывается жива, Юкимару ночью сбегает из лагеря синоби Конохи, и Наруто становится понятно, что Юкимару, Гурэн и Годзу решают начать новую жизнь. Дэйдара и Тоби уничтожают отряд АНБУ, направленный на замену Командам, после чего захватывают Трёххвостого. |     |                                                                             |                              |                      |

### Сезон 6: Предсказание учителя и месть (2009)
| # | №   | Заглавие | Экранизированные главы манги | Трансляция в Японии   |
| --- | --- | --- | ---------------------------- | --------------------- |
| 333 | 113 | Ученик Змея «Ороти-но До:ко:» (大蛇の瞳孔) | 343                          | 11 июня 2009 года     |
| Цунадэ докладывают, что посланный на озеро отряд АНБУ исчез вместе с Трёххвостым. Оротимару, которому из-за старения тела становится всё хуже, решает как можно скорее переселить свою душу в тело Саскэ. Однако Саскэ такой вариант больше не устраивает и он начинает против Оротимару бой. Оротимару в виде сплетённых друг с другом змей выходит из своего тела. |     | |                              |                       |
| 334 | 114 | Глаз Ястреба «Така-но Хитоми» (鷹の瞳) | 344, 345, 346                | 18 июня 2009 года     |
| Вставка воспоминаний Оротимару о его пути к познанию силы и вечной молодости. Саскэ, используя сяринган, поглощает Оротимару и удерживает его душу и силы внутри себя. |     | |                              |                       |
| 335 | 115 | Меч Дзабудзы «Дзабудза-но Дайто:» (再不斬の大刀)                                                                                               | 346, 347 + филлер            | 25 июня 2009 года     |
| Саскэ освобождает из лаборатории Оротимару Суйгэцу Ходзуки, ученика Дзабудзы. Они узнают у кого в данный момент находится Великий Меч Дзабудзы и с лёгкостью его достают. |     | |                              |                       |
| 336 | 116 | Страж Железной Стены «Тэппэки-но Баннин» (鉄壁の番人)                                                                                          | 348                          | 2 июля 2009 года      |
| Саскэ продолжает собирать Команду. Новый член — Карин, ранее руководившая одной из лабораторий. Суйгэцу по приказу Саскэ освобождает всех заключённых лаборатории. |     | |                              |                       |
| 337 | 117 | Дзюго из Северного Убежища «Кита Адзито-но Дзю:го» (北アジトの重吾)                                                                            | 349, 350, 351                | 9 июля 2009 года      |
| Цунадэ сообщает Сакуре и Наруто о произошедшем между Оротимару и Саскэ. Карин, Суйгэцу и Саскэ наведываются в тюрьму, где содержится Дзюго, сила которого была использована Оротимару для создания Проклятой Метки, однако тот нападает на них. |     | |                              |                       |
| 338 | 118 | Сбор! «Кэссэй!» (結成！) | 351, 352                     | 23 июля 2009 года     |
| Дзюго узнаёт, что его лучший друг Кимимаро мёртв и соглашается вступить в Команду Саскэ «Хэби». Саскэ объявляет, что цель Команды — убийство Итати Утихи. |     | |                              |                       |
| 339 | 119 | Какаси Гайдэн ~Жизнь мальчика на поле боя!~ Часть 1 «Какаси Гайдэн ~Сэндзё:-но Бо:йдзурайфу~ Дзэмпэн» (カカシ外伝～戦場のボーイズライフ～前編) | 239, 240, 241                | 30 июля 2009 года     |
| Две серии рассказывают о молодом Какаси Хатакэ в составе команды будущего Четвёртого Хокагэ Минато Намикадзэ (вместе с Обито Утихой и Рин). Время действия — Третья мировая война синоби. Команда Минато получает задание уничтожить мост Каннаби. Минато и Какаси, Обито, Рин разделяются. Враги захватывают Рин. |     | |                              |                       |
| 340 | 120 | Какаси Гайдэн ~Жизнь мальчика на поле боя!~ Часть 2 «Какаси Гайдэн ~Сэндзё:-но Бо:йдзурайфу~ Ко:хэн» (カカシ外伝～戦場のボーイズライフ～後編)  | 242, 243, 244                | 30 июля 2009 года     |
| Один из захватчиков Рин ранит глаз Какаси, Обито убивает нападавшего. Второй захватчик при появлении Какаси и Обито устраивает в пещере, где содержалась Рин, обвал. Рин освобождена, но Обито смертельно ранен, и он, в качестве подарка Какаси в честь получения тем звания дзёнина, отдаёт ему свой сяринган. Какаси уничтожает второго нападавшего. Миссия по взрыву моста оказывается выполненной. |     | |                              |                       |
| 341 | 121 | Действующие «Угокидасумоно-тати» (動き出すものたち)                                                                                            | 353, 354                     | 6 августа 2009 года   |
| Кисамэ и Итати Утиха ловят дзинтюрики Четырёххвостого. Лидер Акацуки сообщает подчинённым о смерти Оротимару. Акацуки начинают запечатывание ранее пойманного Трёххвостого бидзю и Четырёххвостого. Команда Саскэ посещает тайный склад оружия клана Утиха. Цунадэ поручает созданной Команде Какаси (Ямато, Наруто, Сакура, Сай, Сино, Киба, Хината) поимку Итати Утихи. |     | |                              |                       |
| 342 | 122 | Охота «Тансаку» (探索) | 355, 356, 357                | 13 августа 2009 года  |
| Какаси вызывает своих псов-ниндзя. Способ поиска, предложенный Какаси таков: Команда выбирает общую точку сбора и, разделяясь на группы, включающие синоби и пса-ниндзя, прочёсывает округу в радиусе 5 км в поисках следов Итати или Саскэ Утихи; в случае отсутствия результатов выбирается другая точка сбора. Команда Саскэ и члены Акацуки также занимаются поисками своих врагов. Кабуто пересекается с группой Наруто-Ямато-Хината и передаёт им книгу с накопленной Оротимару информацией об Акацуки и показывает им, что он пересадил себе фрагменты тела Оротимару, содержащие в том числе часть силы злодея. Дэйдара и Тоби нападают на Саскэ.                       |     | |                              |                       |
| 343 | 123 | Столкновение! «Гэкитоцу!» (激突！) | 356—359                      | 20 августа 2009 года  |
| Дэйдара и Саскэ продолжают упорно сражаться. Вечно вопящий Тоби участия в битве не принимает. Дэйдара вспоминает, как впервые встретился с Акацуки. |     | |                              |                       |
| 344 | 124 | Искусство «Гэйдзюцу» (芸術) | 360, 361, 362                | 27 августа 2009 года  |
| Дэйдара создаёт множество микроскопических бомб, способных, попав в тело, уничтожить человека на клеточном уровне. Однако Саскэ, используя сяринган, удаётся выжить. Тогда Дэйдара использует последнюю глину и взрывает себя рядом с Саскэ. |     | |                              |                       |
| 345 | 125 | Исчезновение «Сё:сицу» (消失) | 363, 364                     | 3 сентября 2009 года  |
| Вспышка от взрыва видна на многие километры. Дзэцу сообщает другим членам Акацуки, что скорее всего вместе с Дэйдарой погибли Саскэ и Тоби. Но, как оказывается, Саскэ в последний момент призвал Манду, короля змей, ранее служившего Оротимару. Змей погиб, но спас Саскэ. На место взрыва прибывают члены Команды Какаси, и Киба по запаху делает вывод, что Саскэ выжил и у него есть своя Команда. В последних кадрах серии показывается, что Тоби, представившийся как Мадара Утиха, жив, и более того является истинным лидером Акацуки. |     | |                              |                       |
| 346 | 126 | Сумерки «Тасогарэ» (黄昏) | 365, 366                     | 10 сентября 2009 года |
| Дзирайя сообщает Цунадэ об обнаружении месторасположения Пэйна, в Деревне Дождя, и своём желании отправиться туда. Команда Какаси отправляется на поиски следов Саскэ. Отделившийся от своей Команды Наруто обнаруживает в лесу теневого клона Итати Утихи, который недолгое время с ним говорит. В серии кратко рассказывается о родителях Наруто и становится понятно, что отцом главного героя является Четвёртый Хокагэ. |     | |                              |                       |
| 347 | 127 | Истории об отважном ниндзя: ~Свиток Дзирайи~ Часть 1 «Докондзё: Ниндэн ~Дзирайя Нимпо:тё:~ Дзэмпэн» (ド根性忍伝～自来也忍法帖～前編)           | 376, 381                     | 24 сентября 2009 года |
| Две серии рассказывают о молодом Дзирайе. В результате неудачного использования техники Дзирайя оказывается в Стране Жаб, и её повелитель делает мальчику Предсказание о том, что ученик Дзирайи станет Великим ниндзя, изменившим весь мир. |     | |                              |                       |
| 348 | 128 | Истории об отважном ниндзя: ~Свиток Дзирайи~ Часть 2 «Докондзё: Ниндэн ~Дзирайя Нимпо:тё:~ Ко:хэн» (ド根性忍伝～自来也忍法帖～後編)            | 369, 372, 373, 376, 382      | 24 сентября 2009 года |
| Действие происходит во время Второй великой войны синоби. После ужасной битвы Три Великих Саннина встречаются с голодными детьми — Нагато, Яхико и Конан. Дзирайя решает обучать их искусству ниндзя. Из воспоминаний становится понятно, что Наруто — сын Четвёртого Хокагэ, а Дзирайя — его крёстный отец. |     | |                              |                       |
| 349 | 129 | Проникновение! Деревня Скрытого Дождя «Сэнню:! Амэгакурэ-но Сато» (潜入！雨隠れの里)                                                           | 367, 368, 369                | 8 октября 2009 года   |
| Дзирайя проникает в Деревню Дождя и допрашивает двоих её жителей, которые все до единого боготворят лидера Деревни, Пэйна. |     | |                              |                       |
| 350 | 130 | Человек, который стал Богом «Ками то Натта Отоко» (神となった男)                                                                               | 370—374                      | 8 октября 2009 года   |
| Дзирайя вызывает одну из своих жаб и обсуждает с ней ключ, способный снять с Наруто Печать, ограничивающую силу Кюби. Также Дзирайя высказывает мысль, что нападение Девятихвостого на Коноху около 16-ти лет назад могло быть вызвано специально, однако единственный известный синоби, способный контролировать силу бидзю, Мадара Утиха, был побеждён ещё Первым Хокагэ очень много лет назад и едва ли дожил до этого. Дзирайя отправляет в желудке жабы к Ибики одного из ранее захваченных жителей деревни, а второго контролирует своей техникой. Конан, подручная Пэйна, обнаруживает Дзирайю и нападает на него. Появляется Пэйн и называется себя Богом этого мира.   |     | |                              |                       |
| 351 | 131 | Активация! Режим Отшельника «Хацудо:! Сэннин Мо:до» (発動！仙人モード)                                                                         | 375, 376                     | 15 октября 2009 года  |
| Для сражения с псами Пэйна Дзирайя вызывает гигантскую жабу Гамакэна. Псы уничтожены, однако Дзирайя и Гамакэн подвергаются атакам новых гигантских животных. Дзирайя отпускает Гамакэна обратно в Страну Жаб, после чего призывает двух других жаб и активирует т. н. Режим Отшельника. Пэйн призывает двух человек, странным образом на него похожих. |     | |                              |                       |
| 352 | 132 | Явление Шести Путей Пэйна «Пэйн Рикудо:, Кэндзан» (ペイン六道、見参)                                                                           | 377, 378, 379                | 22 октября 2009 года  |
| Дзирайя использует МегаРасэнган, однако один из призванных полностью поглощает это дзюцу. Дзирайя ослепляет второго призванного. Жабы используют мощнейшее гэндзюцу, в результате чего Дзирайя захватывает тройку врагов и убивает их, однако перед смертью те призывают ещё троих ниндзя, и оказывается, что Пэйн — псевдоним шестерых сильных синоби, среди которых Нагато и Яхико. Дзирайя лишается руки. Тройка убитых неведомым образом оживает. Дзирайя недоумевает почему у всех шестерых риннэган, глаза Нагато. |     | |                              |                       |
| 353 | 133 | Сказание о храбром Дзирайе «Дзирайя Го:кэцу Моногатари» (自来也豪傑物語)                                                                       | 381, 382, 383                | 29 октября 2009 года  |
| Дзирайя убивает одного из шестёрки Пэйна. Остальные пятеро смертельно ранят Дзирайю. Последняя мысль Легендарного Саннина была о том, что ученик, про которого рассказывало предсказание, это Наруто Удзумаки. |     | |                              |                       |
| 354 | 134 | Приглашение на банкет «Утагэ э-но Сасой» (宴への誘い)                                                                                          | 366, 367, 371, 380           | 5 ноября 2009 года    |
| Саскэ осматривает одно из убежищ Акацуки, найденных Дзюго, и встречает там клона Итати, который называет место для их следующей битвы. Команда Саскэ пересекается с одним из клонов Наруто, после чего Наруто узнаёт, где их искать. На пути Команды Саскэ встаёт Кисамэ и говорит, что дальше (для битвы с Итати) пройдёт только Саскэ. Младший Утиха принимает это условие. На пути Команды Какаси встаёт Тоби. |     | |                              |                       |
| 355 | 135 | В объятиях бесконечного мига... «Нагаки Сюнкан-но Нака дэ...» (長き瞬間の中で…)                                                                | 383, 384, 385                | 19 ноября 2009 года   |
| Вставка воспоминаний Итати о днях до и после убийства им членов клана Утиха. Саскэ находит Итати. Итати называет имя третьего ныне живущего обладателя мангэкё сярингана — Мадара Утиха. |     | |                              |                       |
| 356 | 136 | Свет и тьма мангэкё сярингана «Мангэкё: Сяринган-но Хикари то Ями» (万華鏡写輪眼の光と闇)                                                      | 386, 387                     | 19 ноября 2009 года   |
| Итати рассказывает историю Мадары Утихи и о том, что именно он — основатель Акацуки и ответственен за нападение Девятихвостого на Коноху. Саскэ и Итати начинают сражение. |     | |                              |                       |
| 357 | 137 | Аматэрасу «Аматэрасу» (天照) | 388, 389, 390                | 26 ноября 2009 года   |
| Итати и Саскэ обмениваются мощными атаками. Итати использует Аматэрасу. |     | |                              |                       |
| 358 | 138 | Конец «Сю:эн» (終焉) | 391, 392, 393                | 3 декабря 2009 года   |
| В результате длительной битвы у Саскэ заканчивается чакра, и Оротимару, поглощённый когда-то младшим Утихой, высвобождается. Однако Итати применяет свою самую мощную технику — Сусаноо и пронзает Оротимару мечом Тоцука-но-Цуруги, также известным как клинок Сакэгари (яп. 酒刈太刀 Сакэгари Тати). Итати подходит к Саскэ, щелкает его по лбу двумя пальцами, как он делал это ему в детстве и, чрезвычайно истощённый, падает замертво. |     | |                              |                       |
| 359 | 139 | Тайна Тоби «Тоби-но Надзо» (トビの謎) | 394—397                      | 10 декабря 2009 года  |
| Члены Команды Какаси поочерёдно безуспешно пытаются атаковать Тоби, любая атака странным образом проходит сквозь врага. На место сражения прибывает Дзэцу и сообщает, что Саскэ убил Итати. Тоби вместе с Дзэцу покидают поле битвы и переносят тела братьев Утиха в одно из убежищ Акацуки, туда же направляются остальные члены «Хэби» и Кисамэ. Команда Какаси спешит на поиски Саскэ, однако, прибыв на поле его боя, понимают, что опоздали. Тоби говорит Саскэ, что Итати перед смертью передал ему все свои техники с целью защитить младшего брата. |     | |                              |                       |
| 360 | 140 | Судьба «Иннэн» (因縁) | 398, 399, 400                | 17 декабря 2009 года  |
| Тоби рассказывает Саскэ о давнем противостоянии двух сильнейших кланов — Утиха и Сэндзю, к которым принадлежали основатели Конохи (Мадара Утиха и Хасирама Сэндзю соответственно). Выясняется, что убийство клана Утиха, готовившего в Конохе переворот, было миссией Итати и об этом знали лишь несколько человек — Дандзо, Третий Хокагэ и его советники Кохару и Хомура (старейшины Деревни Листа). |     | |                              |                       |
| 361 | 141 | Правда «Синдзюцу» (真実) | 400, 401, 402                | 24 декабря 2009 года  |
| Тоби рассказывает Саскэ историю о том, как Итати стал двойным агентом и затем обратился к нему, Мадаре, с просьбой помочь в выполнении своей жестокой миссии. Тоби отрицает свою причастность к нападению Девятихвостого Лиса на Деревню Листвы 16 лет назад. Саскэ заявляет о переименовании своей команды «Хэби» («Змея») в «Така» («Ястреб») и объявляет главной целью «Ястреба» полное уничтожение Конохи. |     | |                              |                       |
| 362 | 142 | Битва в Громовом Ущелье «Унраикё:-но Татакай» (雲雷峡の闘い)                                                                                   | 403, 404, 408, 410, 411      | 7 января 2010 года    |
| Команда Какаси, после неудачных поисков Саскэ, решает вернуться в Коноху. Тоби раскрывает свою истинную личность перед Кисамэ. Мадара Утиха объявляет, что у Акацуки и «Така» есть общие цели, и Саскэ, принимающий предложение Тоби заполучить силу Восьмихвостого бидзю, соглашается с ним. Акацуки, в свою очередь, обязуются захватить Девятихвостого. «Ястреб» выслеживает дзинтюрики Восьмихвостого, Киллера Би, имеющем привычку говорить стихами, и вступают с ним в бой. Суйгэцу и Дзюго проигрывают. |     | |                              |                       |
| 363 | 143 | «Восьмихвостый» против «Саскэ» «„Хатиби“ тай „Сасукэ“» (「八尾」対「サスケ」)                                                                  | 411—415                      | 14 января 2010 года   |
| Саскэ начинает сражение против Киллера Би, который серьёзно его травмирует. Карин даёт Саскэ «выпить» часть своей чакры, и смертельные раны синоби затягиваются. Саскэ, Дзюго и Суйгэцу совместно атакуют Киллера Би, однако тот высвобождает чакру Восьмихвостого бидзю и повторно ранит Саскэ. Для спасения своего лидера, Дзюго отдаёт ему часть своей плоти и чакры. Дзинтюрики полностью преображается в Восьмихвостого Быка-Осьминога; Саскэ использует против него свой мангэкё сяринган и Аматэрасу. «Така» захватывает Киллера Би, свидетелями чего становятся двое синоби, которые решают отправиться с докладом о произошедшем к Райкагэ, старшему брату Киллера Би. |     | |                              |                       |

### Сезон 7: История Шестихвостого (2010)
| # | №   | Заглавие                                                         | Экранизированные главы манги | Трансляция в Японии  |
| --- | --- | ---------------------------------------------------------------- | ---------------------------- | -------------------- |
| 364 | 144 | Странник «Фу:райбо:» (風来坊)                                    | Нет (филлер)                 | 21 января 2010 года  |
| На Утакату, молодого человека, Хотару, девушку, и её слугу старика Тонби нападает группа из четырёх ниндзя, разыскивающих древнее разрушительное дзюцу, однако перед этим троица успевает отправить в Коноху просьбу о помощи. Команда № 7 под руководством Ямато отправляется туда и обнаруживает сначала раненого слугу, для лечения которого остаётся Сакура, а затем Утакату и Хотару. Утаката в очередной раз отказывается стать учителем Хотару и используя своё дзюцу улетает внутри мыльного пузыря, девушку же ниндзя деревни Листвы собираются сопровождать в ближайшую деревню. |     |                                                                  |                              |                      |
| 365 | 145 | Хранитель запретного дзюцу «Киндзюцу-но Кэйсё:ся» (禁術の継承者) | Нет (филлер)                 | 28 января 2010 года  |
| Ямато, Сай и Наруто сопровождают Хотару до деревни и начинают путь обратно в Деревню Листа. На Утакату в лесу нападают четвёрка охотящихся за дзюцу ниндзя. Наруто, вспоминая негативное отношение жителей к приходу Хотару, понимает, что что-то неладно и решает туда вернуться. |     |                                                                  |                              |                      |
| 366 | 146 | Чувства хранителя «Кэйсё:ся-но Омой» (継承者の想い)              | Нет (филлер)                 | 4 февраля 2010 года  |
| В деревне на Хотару нападает четвёрка ниндзя, но ей удаётся сбежать в лес, где её находит Утаката. На Утакату нападают АНБУ Деревни Тумана с целью арестовать его как преступника. На месте событий появляется Команда № 7. |     |                                                                  |                              |                      |
| 367 | 147 | Прошлое беглеца «Нукэнин-но Како» (抜け忍の過去)                 | Нет (филлер)                 | 11 февраля 2010 года |
| Лидер АНБУ Тумана, Цуруги, для недопущения возможного конфликта между двумя деревнями даёт согласие не арестовывать Утакату вплоть до завершения синоби Листа своей миссии по защите Хотару. |     |                                                                  |                              |                      |
| 368 | 148 | Наследница тьмы «Ями-но Ко:кэйся» (闇の後継者)                   | Нет (филлер)                 | 18 февраля 2010 года |
| Тонби предлагает удалить запретное дзюцу, которое, как выясняется, запечатано в Хотару из тела девушки. Та в свою очередь предлагает найти Сиранами, единственного человека, способного использовать эту технику. Наруто, используя своих теневых клонов, пытается разыскать Сиранами, который, как оказывается является лидером четвёрки ниндзя, напавших на Хотару. Утаката отправляется на разговор к Цуруги, однако на АНБУ Тумана нападает огромный зверь, обладающий риннэганом. |     |                                                                  |                              |                      |
| 369 | 149 | Разделение «Бэцури» (別離)                                       | Нет (филлер)                 | 25 февраля 2010 года |
| Сиранами захватывает Хотару и начинает процесс извлечения из неё запретного дзюцу. Четвёрка ниндзя безуспешно пытается схватить Наруто, и тот вместе с Утакатой отправляются в родную деревню Хотару, где на них нападают зомбированные Сиранами жители. На месте событий появляются Ямато, Сай и Сакура. Четвёрка ниндзя начинает новую атаку. |     |                                                                  |                              |                      |
| 370 | 150 | Активация запретного дзюцу «Киндзюцу Хацудо:» (抜け忍の過去)     | Нет (филлер)                 | 4 марта 2010 года    |
| Команда № 7 ведёт борьбу с бандитами и местными жителями, находящимися под действием их дзюцу. Сиранами обездвиживает Хотару, а также прибывших на место действия Утакату и Наруто, после чего начинает активацию запретного дзюцу, используя поглощаемую девушкой чакру природы. |     |                                                                  |                              |                      |
| 371 | 151 | Учитель и ученик «Ситэй» (師弟)                                  | Нет (филлер)                 | 11 марта 2010 года   |
| Команда № 7 ловит четвёрку ниндзя-бандитов. Утаката и Наруто, к которым вернулась способность двигаться заставляют Сиранами прекратить мучения девушки, однако природная чакра выходит из-под контроля и лишь вмешательство Шестихвостого бидзю, заключённого внутри Утакаты позволяют избежать трагедии. История с запретной техникой заканчивается благополучно. Команда № 7 отправляется в Коноху, но на Утакату нападает Пэйн с целью схватить живущего в нём бидзю. |     |                                                                  |                              |                      |

### Сезон 8: Два спасителя (2010)
| # | №   | Заглавие | Экранизированные главы манги | Трансляция в Японии  |
| --- | --- | --- | ---------------------------- | -------------------- |
| 372 | 152 | Мрачные новости «Хихо:» (悲報) | 404, 405, 416                | 25 марта 2010 года   |
| Четвёртому Райкагэ сообщают о похищении его брата, Киллера Би, членами Акацуки. Один из двух великих жаб-отшельников Фукасаку прибывает в Коноху с ужасной новостью о смерти Дзирайи. Фукасаку, на чьей спине Дзирайя оставил предсмертное послание, которое предстоит расшифровать, также сообщает о пленённом жителе Деревни Дождя, а также об убитом одном из тел Пэйна, чьё вскрытие предстоит провести. |     | |                              |                      |
| 373 | 153 | Следуя за тенью учителя «Си-но Кагэ о Оттэ» (師の影を追って)                                                                                            | 405, 406                     | 25 марта 2010 года   |
| Мероприятия по вскрытию одного из тел Пэйна и расшифровке послания Дзирайи возглавляют Сидзунэ и Сикамару соответственно. Выясняется, что Курэнай Юхи беременна от ныне погибшего Асумы. |     | |                              |                      |
| 374 | 154 | Расшифровка «Анго: Кайдоку» (暗号解読) | 407—409                      | 8 апреля 2010 года   |
| Наруто разгадывает цифровой шифр, оставленный Дзирайей — в виде номеров страниц последнего романа Саннина скрывалась фраза «В действительности настоящего среди них нет». Фукасаку забирает с собой Наруто в Страну Жаб Мёбоку, где начинает обучение того сэндзюцу — использованию природной чакры. |     | |                              |                      |
| 375 | 155 | Первый вызов «Дайити-но Кадай» (第一の課題) | 407, 409, 410, 412, 414—419  | 8 апреля 2010 года   |
| Наруто достигает определённых успехов в сэндзюцу, сумев с его помощью поднять огромную статую жабы. Члены Акацуки обнаруживают, что пойманный командой Саскэ Киллер Би всего лишь клон. Пэйн и Конан отправляются в Коноху с целью захвата дзинтюрики Девятихвостого. |     | |                              |                      |
| 376 | 156 | Превосходить учителя «Си о Коэру Токи» (師を超えるとき)                                                                                                 | 417—420                      | 15 апреля 2010 года  |
| Наруто продолжает совместные тренировки с Фукасаку и овладевает Режимом Отшельника. После похищения Киллера Би его брат, Четвёртый Райкагэ принимает решение созвать Совет пяти Кагэ для противодействия Акацуки. |     | |                              |                      |
| 377 | 157 | Коноха атакована! «Коноха Сю:гэки!» (木ノ葉襲撃！) | 418—420                      | 22 апреля 2010 года  |
| Пэйн и Конан нападают на Коноху с целью узнать местонахождение дзинтюрики Девятихвостого. В составе команды вскрытия, Сидзунэ определяет, что металл на лице убитого тела Пэйна, — это чакроприёмники. Цунадэ объявляет тревогу и приказывает вернуть Наруто в деревню. |     | |                              |                      |
| 378 | 158 | Сила веры «Синдзиру Тикара» (信じる力) | 420—422                      | 29 апреля 2010 года  |
| Пэйн и Конан продолжают разрушать деревню в поисках дзинтюрики. Дандзо убивает жабу, которую собиралась послать Цунадэ на гору Мёбоку за Наруто, пытаясь таким образом «защитить его». На пути одного из тел Пэйна встаёт Какаси. |     | |                              |                      |
| 379 | 159 | Пэйн против Какаси «Пэйн VS Какаси» (ペインVSカカシ) | 420—427                      | 6 мая 2010 года      |
| Какаси погибает в сражении с Пэйном, однако участвовавшему в этой битве Тёдзи удаётся передать ценную информацию о противнике. |     | |                              |                      |
| 380 | 160 | Тайна Пэйна «Пэйн-но Надзо» (ペインの謎) | 425, 426                     | 13 мая 2010 года     |
| Во время тренировок у Фукасаку возникают проблемы при попытке объединения чакры сэндзюцу с Наруто — Девятихвостый этого просто не позволяет. Иноити Яманака (отец Ино) узнаёт в одном из тел Пэйна труп, который видел в воспоминаниях пленённого жителя Страны Дождя. В купе с информацией, полученной Сидзунэ это должно стать очень важным для победы над врагом. |     | |                              |                      |
| 381 | 161 | Я — Конохамару, из рода Сарутоби! «Сэй ва Сарутоби, На ва Конохамару!» (姓は猿飛、名は木ノ葉丸！)                                                       | 425—428                      | 20 мая 2010 года     |
| Конохамару приходит на помощь своему учителю Эбису, и с помощью Расэнгана одолевает одно из тел Пэйна — Путь Ада. Наруто в это время неудачно пытается овладеть переходом в Режим Отшельника в движении из-за того, что Лис не позволяет Фукасаку слиться с юношей для обмена чакрой сэндзюцу. |     | |                              |                      |
| 382 | 162 | Миру — боль «Сэкай ни Итами о» (世界に痛みを) | 427—429                      | 27 мая 2010 года     |
| Используя полученные сведения, группе расследования Конохи удаётся установить, что тела Пэйна управляются кем-то со стороны. Одно из тел Пэйна извлекает из Сидзунэ информацию о том, где находится Наруто, после чего убивает её. Тела Пэйна, узнав необходимое, покидают территорию деревни и устраивают мощнейший взрыв, разрушивший почти все постройки. На горе Мёбоку узнают, что посыльная жаба Косуки была убита, в то же время очутившаяся недалеко от Конохи Сима понимает, что на деревню напали, после чего призывает Фукасаку и Наруто с сильнейшими жабами клана Гама. |     | |                              |                      |
| 383 | 163 | Взрыв! Режим Отшельника «Бакухацу! Сэннин Мо:до» (爆発！仙人モード)                                                                                     | 430—432                      | 3 июня 2010 года     |
| Жители деревни выживают благодаря Цунадэ, отдавшей почти всю чакру Кацую, чтобы та спасла людей от атаки Пэйна. Сама Хокагэ впадает в кому. Прибывшему Наруто удаётся одолеть два тела Пэйна с использованием Режима Отшельника. |     | |                              |                      |
| 384 | 164 | На пределе! Режима Отшельника больше нет! «Пинти! Киэта Сэннин Мо:до» (危機！消えた仙人モード)                                                          | 432—434                      | 10 июня 2010 года    |
| Посредством передачи чакры сэндзюцу от клона Наруто к настоящему юноше, тому удаётся максимально использовать имеющиеся возможности для атаки, и тем самым уничтожает ещё два тела Пэйна. |     | |                              |                      |
| 385 | 165 | Захват Девятихвостого завершён «Кю:би Хокаку Канрё:» (九尾捕獲完了)                                                                                     | 434—436                      | 17 июня 2010 года    |
| Наруто побеждает еще одно тело Пэйна. Мир Бога убивает Фукасаку и приковывает Наруто к земле, после чего рассказывает о причинах почему хочет принести в этот мир боль — чтобы люди, испугавшись её, прекратили войны. Используя полученные ранее сведения, отец Ино догадывается, что ниндзя, руководящий телами Пэйна находится на самой высокой горе возле Конохи. |     | |                              |                      |
| 386 | 166 | Признание «Кокухаку» (告白) | 437 + филлер                 | 24 июня 2010 года    |
| Хината, рискуя жизнью, приходит на помощь Наруто и признаётся ему в любви, однако вскоре её серьёзно ранит Пэйн. Вид поверженной девушки вызывает у юноши ярость, и в нём пробуждается чакра Лиса. |     | |                              |                      |
| 387 | 167 | Тибаку Тэнсэй «Тибаку Тэнсэй» (地爆天星) | 437—439                      | 1 июля 2010 года     |
| В процессе битвы с оставшимся телом Пэйна (Миром Бога) у Наруто постепенно появляются четыре, затем шесть, а в итоге восемь хвостов Лиса. Член Акацуки пытается применить против него одну из своих самых мощных техник, Тибаку Тэнсэй, создав гигантскую земляную сферу. Когда Наруто уже был готов снять печать, чтобы высвободить Девятихвостого, в его сознании появляется образ Четвёртого Хокагэ. |     | |                              |                      |
| 388 | 168 | Четвёртый Хокагэ «Ёндаймэ Хокагэ» (四代目火影) | 440—442                      | 15 июля 2010 года    |
| Четвёртый Хокагэ, благодаря части чакры, оставленной в мальчике при запечатывании Лиса, рассказывает Наруто, что именно он его отец, а также сообщает, что 16 лет назад Девятихвостым, напавшим на Коноху, управлял член Акацуки в маске. После этого образ Минато восстанавливает печать и исчезает. Наруто принимает свою обычную форму и уничтожает Мир Богов. |     | |                              |                      |
| 389 | 169 | Два ученика «Футари-но Дэси» (ふたりの弟子) | 442—444                      | 22 июля 2010 года    |
| Кацую сообщает выжившим, что Наруто одолел Пэйна и идёт к тому, кто управлял им. Наруто находит Нагато, бывшего ученика Дзирайи, но подвергается его атаке. Юноша выдерживает удар и начинает говорить с Нагато, чтобы узнать, почему он и Конан стали такими. |     | |                              |                      |
| 390 | 170 | Большое приключение! В поисках наследства Четвёртого Хокагэ! Часть 1 «Дайбо:кэн! Ёндаймэ-но Исан о Сагасэ — Дзэмпэн» (大冒険！四代目の遺産を探せ・前編) | Нет (филлер)                 | 29 июля 2010 года    |
| Наряду с 171 серией — филлер, посвящённый выходу в прокат 7-го по счёту анимационного фильма Наруто, «Наруто Сиппудэн: Затерянная башня». Действие двух серий происходит за один день до начала в Конохе третьего экзамена на звание тюнина. Дзирайя упоминает при Наруто некое «наследство Четвёртого Хокагэ» и мальчик берётся расспрашивать знакомых о том, что это может быть. Подстрекаемые Майт Гаем, он и его друзья отправляются на поиски «наследства». В то же время провалившие первые экзамены гэнины Страны Дождя замышляют атаку на них.                               |     | |                              |                      |
| 391 | 171 | Большое приключение! В поисках наследства Четвёртого Хокагэ! Часть 2 «Дайбо:кэн! Ёндаймэ-но Исан о Сагасэ — Ко:хэн» (大冒険！四代目の遺産を探せ・後編)  | Нет (филлер)                 | 29 июля 2010 года    |
| Саскэ с помощью Тидори и других своих боевых навыков удаётся прогнать ниндзя Дождя, а Наруто и его друзья узнают, что под «наследством Четвёртого Хокагэ» подразумевалось любимая фраза Гая о силе юности. |     | |                              |                      |
| 392 | 172 | Встреча «Дэай» (出逢い) | 444—446                      | 5 августа 2010 года  |
| Нагато рассказывает Наруто о том, как во время войны он лишился родителей, познакомился с Конан и Яхико и вместе с ними нашёл троицу легендарных ниндзя, Саннинов. |     | |                              |                      |
| 393 | 173 | Рождение Пэйна «Пэйн Тандзё:» (ペイン誕生) | 446, 447                     | 12 августа 2010 года |
| Нагато вспоминает, как он, Конан и Яхико обучались у Дзирайи. Несколько лет спустя по вине Хандзо, лидера Деревни Дождя, и Дандзо, желавшего добиться поста Хокагэ, погиб Яхико, и тогда Нагато перенимает идею о том, что люди поймут друг друга только после того, как познают боль. |     | |                              |                      |
| 394 | 174 | Сказание о Наруто Удзумаки «Удзумаки Наруто Моногатари» (うずまきナルト物語)                                                                            | 447—449                      | 19 августа 2010 года |
| Нагато заканчивает историю о своей жизни. Наруто заявляет, что его дальнейший путь — идти вперёд, не сдаваться, и пытаться изменить мир ненависти, как когда-то хотел сделать сам Нагато, благодаря чьим словам родилась книга Дзирайи — «Сказание о бесстрашном ниндзя». Нагато говорит, что готов поверить в Наруто и его мечты и решает воскресить всех жителей деревни, погибших при его нападении. |     | |                              |                      |
| 395 | 175 | Герой Скрытого Листа «Коноха-но Эйю:» (木ノ葉の英雄) | 426, 449, 450                | 26 августа 2010 года |
| Ценой своей жизни Нагато воскрешает всех убитых им в Конохе. Вместе с ними из мира мёртвых возвращаются Фукасаку, Сидзунэ, а также Какаси, встретивший во тьме своего отца и успевший сказать ему слова, которые давно хотел донести до него — о том, что он его понимает и прощает. Конан отрекается от Акацуки и сообщает Наруто, что будет помогать ему как лидер Деревни Дождя. В Конохе Наруто приветствуют как героя. |     | |                              |                      |